# Stanisław Żeromski
Stanisław Żeromski herbu własnego – ławnik mirachowski w latach 1652–1685, podsędek mirachowski w 1676 roku.
Poseł powiatu mirachowskiego województwa pomorskiego z sejmiku malborskiego na sejm koronacyjny 1676 roku.